# Нешта, Владимир Стефанович
Владимир Стефанович Нешта (1946, Ставрополь) — советский футболист, полузащитник.
Играл в команде «Искра» Новоалександровск, Ставропольский край на первенство КФК. 20 июля 1967 провёл первый матч в классе «А» — в составе ленинградского «Зенита» вышел на замену на 73 минуте в домашнем матче против «Арарата». В следующем сезоне Нешта провёл ещё семь матчей, забил один гол — 12 сентября в домашней игре против московского «Локомотива» открыл счёт.
Затем играл в командах низших лиг «Динамо» Ставрополь (1969—1972), «Автомобилист» Житомир, Украинская ССР (1973), «Уралан» Элиста (1974) «Горняк» Никольский, Казахская ССР (1973).
Работал тренером в ставропольской ДЮСШ-4.